# ۵۶۹ (میلادی)
۵۶۹ (میلادی) پانصد و شصت و نهمین سال تقویم میلادی است.

## درگذشتگان
‎